# شانا مک‌کالو
شانا مک‌کالو (انگلیسی: Shanna McCullough؛ زاده ۱ آوریل ۱۹۶۰) یک بازیگر پورنوگرافی اهل ایالات متحده آمریکا است. 